# عشق بازی نیست
عشق بازی نیست (به هندی: Pyaar Koi Khel Nahin) فیلمی محصول سال ۱۹۹۹ و به کارگردانی سوبهاش سگال است. در این فیلم بازیگرانی همچون سانی دئول، آپوروا آگنیهوتری، ماهیما چودری، کولبوشان کارباندا، موهنیش باهل، دالیپ تاهیل، بیندو، ریما لاگو، نها پندسه، آلوک نات، ناونیت نیشان، شوما آناند و دالی بیندرا ایفای نقش کرده‌اند.